# سيد زهراو (الهايي)
سيد زهراو (بالفارسية: سیدزهراو) هي قرية وتقع في إيران في قسم الهايي الريفي. يقدر عدد سكانها بـ 45 نسمة بحسب إحصاء 2016.